# Opisthopterus
Opisthopterus – rodzaj ryb promieniopłetwych z rodziny Pristigasteridae.

## Rozmieszczenie geograficzne
Do rodzaju należą gatunki występujące w wodach wschodniego i zachodniego Oceanu Spokojnego i Oceanu Indyjskiego. 

## Morfologia
Długość ciała do 23 cm; masa ciała (największa opublikowana) 82 g.

## Systematyka
Rodzaj zdefiniował w 1861 roku amerykański zoolog Theodore Nicholas Gill w artykule zatytułowanym Opis podrodziny Clupeinae wraz z opisem nowych rodzajów, opublikowanym w czasopiśmie „Proceedings of the Academy of Natural Sciences of Philadelphia”. Gatunkiem typowym jest (oryginalne oznaczenie (również monotypowe)) P. tardoore.

### Etymologia
Opisthopterus: gr. οπισθε opisthe lub οπισθεν opisthen ‘z tyłu, tył’; πτερον pteron ‘skrzydło, płetwa’.

### Podział systematyczny
Do rodzaju należą następujące gatunki:
- Opisthopterus dovii (Günther, 1868)
- Opisthopterus effulgens (Regan, 1903)
- Opisthopterus equatorialis Hildebrand, 1946.
- Opisthopterus macrops (Günther, 1867)
- Opisthopterus tardoore (Cuvier, 1829) – tardora[5]
- Opisthopterus valenciennesi Bleeker, 1872